# Државни празници у Египту
Државни празници се прослављају на целој територији Арапске Републике Египта. Празници у Египту имају више класификација: једни су верски, а други секуларни, неки су фиксни по грегоријанском календару, а неки осцилују од године до године. Постоје четири исламска и два хришћанска празника. Дан државности Египта слави се 23. јула који се подудара са обележавањем годишњице египатске Револуције 1952. када је основана модерна Египатска Република, а престала да постоји Краљевина Египат.
Владине канцеларије и министарства у Египту не раде петком. Уз то, банке и многе институције не раде суботом, што је други званични нерадни дан у седмици, или недељом која није званични, али често поштован, нерадни дан за невладине институције и продавнице које држе хришћани. Неке бербернице и фризерски салони не раде понедељком уместо петка, суботе и недеље, када имају више муштерија.

## Државни празници
Следећи празници се обележавају широм земље, када су државне установе затворене. Ови празници могу бити државни секуларни празници, или важнији верски празници.

### Датумски празници
Следећи празници обележавају се сваке године на исти датум по грегоријанском календару:
| датум      | српски назив                | арапски назив                | опис |
| 7. јануар  | Божић                       | عيد الميلاد المجيد           | Рођење Исуса Христа, према коптском календару (29 Koiak) |
| 25. јануар | Дан Револуције Дан полиције | عيد ثورة 25 يناير عيد الشرطة | Обележава се дан почетка Револуције 2011. и протеста против 30.годишње владавине Хоснија Мубарака Прославља се годишњица Официрског отпора против британске војске 1952. године током последњих месеци монархије. |
| 25. април  | Дан ослобођења Синаја       | عيد تحرير سيناء              | Обележава се повлачење свих израелских војних снага са Синајског полуострва 1982. године. |
| 1. мај     | Међународни празник рада    | عيد العمال                   | |
| 30. јун    | Празник 30. јун             | عيد ثورة 30 يونيو            | Обележава се годишњица јунских протеста 2013. године, након којих је војска државним ударом свргнула председника Мухамеда Мурсија.                                                                                |
| 23. јул    | Дан Револуције              | عيد ثورة 23 يوليو            | Обележава се египатска револуција 1952. која је довела до проглашења модерне Републике Египта. Овај дан сматра се Даном државности Египта.                                                                        |
| 6. октобар | Дан оружаних снага          | عيد القوات المسلحة           | Обележава се првобитни успех египатских снага током Октобарског рата, који је довео до ослобођења територије Синајског полуострва од окупације натраг под власт Египта.                                           |

Неке државне институције, укључујући универзитете, не раде током коптског празника Богојављења, 19. јануара.

### Покретни празници
Следећи дани су државни празници али датум када се празнују варира, било због тога што је фиксан по лунарном исламском календару, или, као у случају Шам несима, нема фиксан датум ни у једном календару. обележавају се следећим редоследом:
| датум           | српски назив                       | арапски назив         | опис                                                                                         |
| април или мај   | Шам ел Несим (фестивал пролећа)    | شم النسيم             | први понедељак после православног Ускрса                                                     |
| 1. мухарем      | Исламска Нова година               | عيد رأس السنة الهجرية | први дан у години на основу лунарног исламског календара                                     |
| 12. ребиул-евел | Мевлид - рођење посланика Мухамеда | المولد النبوي الشريف  | рођендан пророка Мухамеда, према сунитском тумачењу                                          |
| 1–3. шевал      | Рамазански Бајрам                  | عيد الفطر المبارك     | Прекид рамазанског поста, обележава се три дана (1-3. шевал)                                 |
| 10–13 зул-хиџџе | Курбан-бајрам                      | عيد الأضحى المبارك    | Завршетак хаџилука и обележавање Аврамове жртве, обележава се четири дана (10-13. зул-хиџџе) |